# Katouna
Katouna (en griego Κατούνα) es una localidad griega con 1827 habitantes (2011), contando también los habitantes de las aldeas cercanas de Loutraki y Agios Nikolaos. Es la sede del sector municipal de Medeon, y forma parte del municipio de Aktio-Vonitsa, en la unidad periférica de Aetolia-Akarnania en el oeste de Grecia. Pertenece a la región histórica de Xiromero. 
Está situada a 330 metros de altura y es pueblo principal de la zona, con varias tiendas, cafés, y centro de salud.